# Abdelkader Laïfaoui
Abdelkader Laïfaoui, né le 29 juillet 1981 à Hussein Dey, dans la wilaya d'Alger (Algérie), est un footballeur international algérien.

## Statistiques
| Saison                | Club                  | Championnat           | Championnat | Championnat | Coupe(s) nationale(s) | Coupe(s) nationale(s) | Supercoupe | Supercoupe | Compétition(s) continentale(s) | Compétition(s) continentale(s) | Compétition(s) continentale(s) | Coupe arabe | Coupe arabe | Total | Total |
| Saison                | Club                  | Division              | M.          | B.          | M.                    | B.                    | M.         | B.         | Comp.                          | M.                             | B.                             | M.          | B.          | M.    | B.    |
| 1999-2000             | OMR El Anasser        | 3                     | -           | -           | -                     | -                     | -          | -          | -                              | -                              | -                              | -           | -           | 0     | 0     |
| 2000-2001             | OMR El Anasser        | 2                     | -           | -           | 1                     | 0                     | -          | -          | -                              | -                              | -                              | -           | -           | 1     | 0     |
| 2001-2002             | OMR El Anasser        | 2                     | -           | -           | 3                     | 1                     | -          | -          | -                              | -                              | -                              | -           | -           | 3     | 1     |
| 2002-2003             | OMR El Anasser        | 2                     | -           | -           | 3                     | 0                     | -          | -          | -                              | -                              | -                              | -           | -           | 3     | 0     |
| Sous-total            | Sous-total            | Sous-total            | 0           | 0           | 4                     | 1                     | -          | -          | -                              | -                              | -                              | -           | -           | 4     | 1     |
| 2003-2004             | NA Hussein Dey        | 1                     | 26          | 1           | 2                     | 0                     | -          | -          | -                              | -                              | -                              | -           | -           | 28    | 1     |
| 2004-2005             | NA Hussein Dey        | 1                     | 26          | 1           | 2                     | 0                     | -          | -          | -                              | -                              | -                              | -           | -           | 28    | 1     |
| Sous-total            | Sous-total            | Sous-total            | 52          | 2           | 4                     | 0                     | -          | -          | -                              | -                              | -                              | -           | -           | 56    | 2     |
| 2005-2006             | CR Belouizdad         | 1                     | 25          | 3           | 2                     | 0                     | -          | -          | -                              | -                              | -                              | -           | -           | 27    | 3     |
| 2006-2007             | CR Belouizdad         | 1                     | 28          | 1           | 4                     | 1                     | -          | -          | -                              | -                              | -                              | -           | -           | 32    | 2     |
| Sous-total            | Sous-total            | Sous-total            | 53          | 4           | 6                     | 1                     | -          | -          | -                              | -                              | -                              | -           | -           | 59    | 5     |
| 2007-2008             | ES Sétif              | 1                     | 24          | 0           | 1                     | 0                     | 1          | 0          | C1                             | 4                              | 0                              | 11          | 1           | 41    | 1     |
| 2008-2009             | ES Sétif              | 1                     | 25          | 0           | 4                     | 0                     | -          | -          | C3                             | 15                             | 0                              | 7           | 1           | 51    | 1     |
| 2009-2010             | ES Sétif              | 1                     | 17          | 3           | 4                     | 0                     | -          | -          | C1                             | 9                              | 0                              | -           | -           | 30    | 3     |
| 2010-2011             | ES Sétif              | 1                     | 23          | 1           | 4                     | 0                     | -          | -          | C1                             | 4                              | 0                              | -           | -           | 31    | 1     |
| Sous-total            | Sous-total            | Sous-total            | 89          | 4           | 13                    | 0                     | 1          | 0          | -                              | 32                             | 0                              | 18          | 2           | 153   | 6     |
| 2011-2012             | USM Alger             | 1                     | 23          | 2           | 2                     | 1                     | -          | -          | -                              | -                              | -                              | -           | -           | 25    | 3     |
| 2012-2013             | USM Alger             | 1                     | 9           | 0           | 3                     | 1                     | -          | -          | C3                             | 6                              | 0                              | 5           | 0           | 23    | 1     |
| 2013-2014             | USM Alger             | 1                     | 11          | 0           | 0                     | 0                     | -          | -          | -                              | -                              | -                              | -           | -           | 11    | 0     |
| 2014-2015             | USM Alger             | 1                     | 14          | 1           | 1                     | 0                     | -          | -          | C1                             | 5                              | 0                              | -           | -           | 20    | 1     |
| Sous-total            | Sous-total            | Sous-total            | 57          | 3           | 6                     | 2                     | -          | -          | -                              | 11                             | 0                              | 5           | 0           | 79    | 5     |
| 2015-2016             | USM Blida             | 1                     | 28          | 1           | 1                     | 1                     | -          | -          | -                              | -                              | -                              | -           | -           | 29    | 2     |
| 2016-2017             | USM Blida             | 2                     | 27          | 0           | 2                     | 0                     | -          | -          | -                              | -                              | -                              | -           | -           | 29    | 0     |
| 2017-2018             | USM Blida             | 1                     | 12          | 0           | 0                     | 0                     | -          | -          | -                              | -                              | -                              | -           | -           | 12    | 0     |
| Sous-total            | Sous-total            | Sous-total            | 67          | 1           | 3                     | 1                     | -          | -          | -                              | -                              | -                              | -           | -           | 70    | 2     |
| Total sur la carrière | Total sur la carrière | Total sur la carrière | 318         | 14          | 40                    | 5                     | 1          | 0          | -                              | 43                             | 0                              | 23          | 2           | 425   | 21    |

## En sélection nationale
| Saison                | Sélection             | Phases finales               | Phases finales | Phases finales | Phases finales | Éliminatoires CDM | Éliminatoires CDM | Éliminatoires CDM | Éliminatoires CAN | Éliminatoires CAN | Éliminatoires CAN | Matchs amicaux | Matchs amicaux | Matchs amicaux | Total | Total | Total |
| Saison                | Sélection             | Compétition                  | M              | B              | Pd             | M                 | B                 | Pd                | M                 | B                 | Pd                | M              | B              | Pd             | M     | B     | Pd    |
| --------------------- | --------------------- | ---------------------------- | -------------- | -------------- | -------------- | ----------------- | ----------------- | ----------------- | ----------------- | ----------------- | ----------------- | -------------- | -------------- | -------------- | ----- | ----- | ----- |
| 2004-2005             | Algérie               | -                            | -              | -              | -              | -                 | -                 | -                 | -                 | -                 | -                 | 1              | 0              | 0              | 1     | 0     | 0     |
| 2005-2006             | Algérie               | -                            | -              | -              | -              | 0                 | 0                 | 0                 | -                 | -                 | -                 | -              | -              | -              | 0     | 0     | 0     |
| 2006-2007             | Algérie               | -                            | -              | -              | -              | -                 | -                 | -                 | -                 | -                 | -                 | -              | -              | -              | 0     | 0     | 0     |
| 2007-2008             | Algérie               | -                            | -              | -              | -              | -                 | -                 | -                 | -                 | -                 | -                 | -              | -              | -              | 0     | 0     | 0     |
| 2008-2009             | Algérie               | -                            | -              | -              | -              | -                 | -                 | -                 | -                 | -                 | -                 | -              | -              | -              | 0     | 0     | 0     |
| 2009-2010             | Algérie               | CAN 2010+Coupe du monde 2010 | 3+0            | 0+0            | 0+0            | 1                 | 0                 | 0                 | -                 | -                 | -                 | 2              | 0              | 0              | 6     | 0     | 0     |
| 2010-2011             | Algérie               | -                            | -              | -              | -              | -                 | -                 | -                 | 0                 | 0                 | 0                 | 0              | 0              | 0              | 0     | 0     | 0     |
| 2011-2012             | Algérie               | -                            | -              | -              | -              | -                 | -                 | -                 | 1                 | 0                 | 0                 | -              | -              | -              | 1     | 0     | 0     |
| Total sur la carrière | Total sur la carrière | Total sur la carrière        | 3              | 0              | 0              | 1                 | 0                 | 0                 | 1                 | 0                 | 0                 | 3              | 0              | 0              | 8     | 0     | 0     |

### Matchs internationaux
La liste ci-dessous dénombre toutes les rencontres de l'Équipe d'Algérie de football auxquelles Abdelkader Laïfaoui prend part, du 17 août 2004 jusqu'au 3 septembre 2011

## Palmarès
- Champion d'Algérie en 2009 avec la ES Sétif
- Vainqueur de la Ligue des champions arabes 2008 avec l'ES Sétif
- Vainqueur de la Coupe nord-africaine des clubs champions 2009 avec l'ES Sétif
- Vainqueur de la Coupe d'Algérie de football 2010 avec l'ES Sétif
- Vainqueur du Championnat d'Algérie en 2014 avec l'USM Alger
- Vainqueur de la Coupe d'Algérie en 2013 avec l'USM Alger
- Vainqueur de la Supercoupe d'Algérie en 2013 avec l'USM Alger
- Vainqueur de la Coupe de l'UAFA en 2013 avec l'USM Alger